# Ve Springfieldu roste strom
Ve Springfieldu roste strom (v anglickém originále A Tree Grows in Springfield) je 6. díl 24. řady (celkem 514.) amerického animovaného seriálu Simpsonovi. Scénář napsala Stephanie Gillisová a díl režíroval Timothy Bailey. V USA měl premiéru dne 25. listopadu 2012 na stanici Fox Broadcasting Company a v Česku byl poprvé vysílán 15. července 2013 na stanici Prima Cool.

## Děj
Homer je v těžké depresi ze svého života a Líza se ho rozhodne rozveselit tím, že koupí lístek do tomboly Springfieldské základní školy. Homer vyhraje MyPad a brzy je jím posedlý, dokud ho nerozbije. Posléze Simpsonovi nechají na zahradě vyrůst strom. Homer se cítí ještě více sklíčený a propadá beznaději, dokud Ned Flanders neučiní objev a nenajde na stromu na zahradě Simpsonových napsané slovo „naděje“. Lidé sledují, jak strom roste, a všichni, zejména Homer, to považují za zázrak. Reportér Kent Brockman, odhodlaný odhalit pravdu a zničit naděje všech, však najde záznam kamery s termovizí, na němž je vidět, jak někdo zabloudil na zahradu Simpsonových a na strom napsal „naděje“ javorovým sirupem. Homer je opět rozrušený, dokud ho Marge neuklidní, že když to slovo někdo na strom napsal, znamená to, že ho někdo sledoval a že vzkaz byl pro něj, když ho opravdu potřeboval. Homer souhlasí a vrací se s ní do domu. Následující noc se někdo přiblíží ke stromu na dvorku a pokračuje v psaní „naděje“ na strom. Ukáže se, že je to náměsíčný Homer. 
Epizoda končí pasáží inspirovanou francouzským krátkým animovaným filmem Logorama.

## Přijetí

### Hodnocení
Epizodu sledovalo celkem 7,46 milionu diváků a v demografické skupině 18–49 získala rating 3,3, čímž se stala nejsledovanějším pořadem toho večera v rámci bloku Animation Domination z hlediska celkové sledovanosti a demografické skupiny 18–49.

### Kritika
Robert David Sullivan z The A.V. Clubu udělil dílu hodnocení B− a řekl, že „Ve Springfieldu roste strom je nakonec návratem k počáteční řadě podlého humoru“. Ariel Ponywetherová z Firefoxu ohodnotila díl také známkou B− a uvedla, že „tato epizoda obsahuje spoustu překvapivých vtipů, některé z nejlepších v nedávné historii, a proto stojí za zhlédnutí“. Teresa Lopezová z TV Fanatic dala epizodě hodnocení 4,5 z 5,0 a uvedla, že „vizuální vtipy jsou vtipné a hlášky zábavné“.
Stephanie Gillisová získala nominaci na cenu Annie za scénář k televizní produkci.